# Granulace (astronomie)

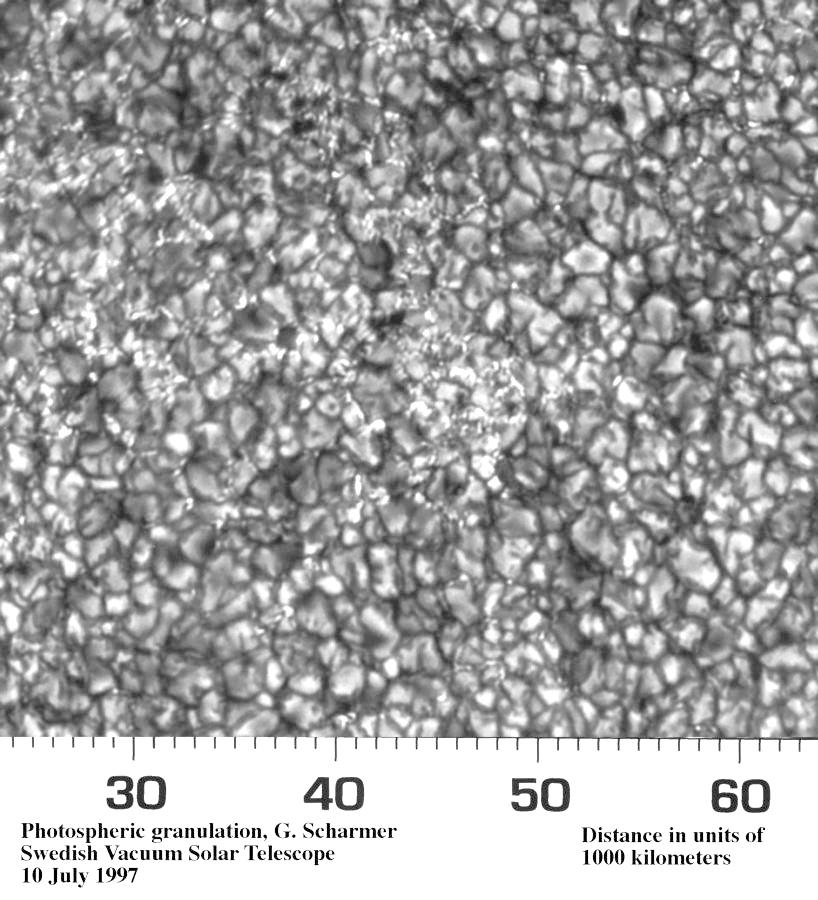
Granulace na povrchu Slunce.

Granulace je označení jevů, k nimž dochází ve fotosféře Slunce (a obecně hvězd). Jsou to projevy konvektivních proudů ve viditelném oboru spektra elektromagnetického záření. Granulace jsou způsobeny teplými, vzestupnými proudy a chladnými, sestupnými proudy. Mají nepravidelný, mnohoúhelníkový tvar a jejich velikost dosahuje 200–1000 km, na povrchu jsou viditelné cca 5 minut. Na slunečním rovníku mají granule pravidelnější tvar, dále je deformuje sluneční rotace. V blízkosti slunečních skvrn jsou vlivem magnetických polí granule protáhlé.
Teplotní rozdíl mezi granulemi a prostoru mezi nimi činí přibližně 100–300 K. Tento teplotní rozdíl tedy způsobuje celkem 15–25 % rozdílu ve svítivosti. Prostor mezi granulemi (tmavé části) je občas tvořen tzv. póry. Ty jsou v oboru optického spektra elektromagnetického záření snadno pozorovatelné. Po čase se buď rozpustí, nebo se s nich později stanou skvrny. Pomocí Dopplerova jevu se zjistilo, že rychlost stoupajícího plazmatu ve vzestupných proudech je kolem 1 800 km/h.
Pokud se granule spojí v jasnější a komplexnější celky, jedná se o tzv. supergranulaci. Jejich velikost se pohybuje okolo 25 000 km a vydrží i celý den. Může k nim docházet i v nižších vrstvách chromosféry.